# Christine Nesbitt
Christine Nesbitt (Melbourne, 17 maggio 1985) è una pattinatrice di velocità su ghiaccio canadese, medaglia d'oro alle Olimpiadi di Vancouver 2010.

## Carriera
Campionessa olimpica nei 1000 m ai Giochi di Vancouver 2010 e medaglia d'argento nell'inseguimento a squadre ai Giochi di Torino 2006.

Ha ottenuto 5 medaglie d'oro ai Campionati mondiali su distanza singola e una ai Campionati mondiali sprint.

È attualmente primatista mondiale dei 1000 m con il tempo di 1'12"68, ottenuto il 28 gennaio 2012 a Calgary, durante i Campionati mondiali sprint 2012.

## Palmarès

### Giochi olimpici invernali
- 2 medaglie:
  - 1 oro (1000 m a Vancouver 2010)
  - 1 argento (inseguimento a squadre a Torino 2006)

### Campionati mondiali completi di pattinaggio di velocità
- 2 medaglie:
  - 1 argento (Calgary 2011)
  - 1 bronzo (Mosca 2012)

### Campionati mondiali di pattinaggio di velocità - Distanza singola
- 12 medaglie:
  - 7 ori (inseguimento a squadre a Salt Lake City 2007, 1000 m e inseguimento a squadre a Richmond 2009, 1000 m e inseguimento a squadre a Inzell 2011, 1000 m e 1500 m a Heerenveen 2012);
  - 2 argenti (inseguimento a squadre a Nagano 2008, inseguimento a squadre a Heerenveen 2012);
  - 3 bronzi (1000 m a Salt Lake City 2007, 1500 m a Richmond 2009; 1500 m a Soči 2013).

### Campionati mondiali di pattinaggio di velocità - Sprint
- 2 medaglie:
  - 1 oro (Heerenveen 2011)
  - 1 argento (Calgary 2012)